# Гетьманенко Іван Григорович
Іван Григорович Гетьманенко (Гетманенко) (нар. 27 жовтня 1915, селище Лозова Катеринославської губернії, тепер місто Харківської області — 11 березня 2003, місто Харків Харківської області) — український радянський діяч, 1-й секретар Петрівського і Сахновщинського райкомів КПУ Харківської області. Депутат Верховної Ради УРСР 7-го скликання. Герой Соціалістичної Праці (7.05.1948).

## Біографія
Народився у родині робітника-залізничника. Семирічну освіту здобув у дитячій колонії імені ІІІ Інтернаціоналу у селі Світловщина Лозівського району Харківщини. У 1933 році закінчив Липкуватівський зоотехнічний технікум Харківської області.
У вересні — грудні 1933 року — дільничний зоотехнік Барвінківського району Харківської області.
У січні 1934 — жовтні 1941 року — старший зоотехнік, головний зоотехнік Близнюківського району Харківської області.
Член ВКП(б) з 1940 року.
У 1941 — вересні 1942 року — уповноважений Близнюківського райвиконкому з евакуації колгоспу «Красный труд»; зоотехнік колгоспу «Красный труд» в Красноярському районі Саратовської області РРФСР.
З вересня 1942 по вересень 1946 року — у Червоній армії, учасник німецько-радянської війни. Закінчив курси політичного складу Приволжського військового округу. З січня по червень 1943 року служив заступником командира роти розвідки з політичної частини 75-ї добровольчої стрілецької бригади Калінінського фронту. З червня по вересень 1943 року — заступник командира стрілецької роти 225-го гвардійського стрілецького полку 10-ї армії Західного фронту.
З вересня 1943 по вересень 1944 року — курсант Камишинського танкового училища. З вересня 1944 року — механік-водій ІСУ-122 435-го гвардійського важкого самохідно-артилерійського полку 8-го гвардійського танкового корпусу 2-го Білоруського фронту. Після закінчення війни служив у Групі радянських окупаційних військ у Німеччині.
У вересні 1946 — грудні 1948 року — завідувач Близнюківського районного відділу сільського господарства Харківської області. У 1947 році забезпечив перевиконання Близнюківським районом планового збору урожаю пшениці на 31%.
У грудні 1948 — січні 1950 року — голова виконавчого комітету Близнюківської районної ради депутатів трудящих Харківської області.
У січні 1950—1962 роках — 1-й секретар Петрівського районного комітету КПУ Харківської області.
У 1962—1963 роках — парторг по Балаклійському територіальному колгоспно-радгоспному управлінню Харківської області. У 1963—1965 роках — начальник Сахновщинського районного виробничого колгоспно-радгоспного управління Харківської області.
У січні 1965 — вересні 1981 року — 1-й секретар Сахновщинського районного комітету КПУ Харківської області.
У вересні 1981 — вересні 1982 року — головний державний інспектор Харківської області із закупівель і якості сільськогосподарських продуктів.
У 1982 — червні 1987 року — старший інженер відділу кадрів Харківського обласного управління хлібопродуктів.
З червня 1987 року — на пенсії у місті Харкові. Похований на Артемівському цвинтарі міста Мерефи Харківського району Харківської області.

## Звання
- гвардії старший лейтенант

## Нагороди
- Герой Соціалістичної Праці (7.05.1948)
- два ордени Леніна (7.05.1948, 26.02.1958)
- два ордени Трудового Червоного Прапора (31.12.1965, 27.08.1971)
- орден Вітчизняної війни І ст. (11.03.1985)
- орден Вітчизняної війни ІІ ст. (3.06.1945)
- медаль «За трудову доблесть» (8.12.1973)
- медалі